# Merksplas
Merksplas (nederländskt uttal: [ˈmɛrksplɑs]) är en kommun i provinsen Antwerpen i regionen Flandern i Belgien. Kommunen har cirka 8 588 invånare (2020).